# Деннис, Джейк
Джейк Деннис (англ. Jake Dennis; род. 23 июня 1995 года в Нанитоне, Великобритания) — британский автогонщик. Чемпион мира Формулы-E в сезоне 2022/2023. В сезоне 2022/2023 Формулы-E выступал в составе команды Avalanche Andretti Formula E.

## Карьера

### Картинг
Деннис начал свою гоночную карьеру в картинге в возрасте восьми лет. В 2010 году выиграл чемпионат Великобритании среди юниоров MSA Super в категории KF3 и чемпионат мира по картингу CIK-FIA до 18 лет.

### Формулы
Деннис дебютировал в формульных чемпионате в 2011 году, приняв участие в InterSteps Championship, в котором одержал победу. В 2012 году Деннис выиграл Североевропейский кубок Формулы-Рено 2.0. В том же году был награждён McLaren Autosport BRDC Awards — премией, присуждаемой лучшим молодым британским гонщикам. В 2013 году Деннис принял участие в Еврокубке Формуле-Рено 2.0, где занял четвёртое место. В 2014 году выступал в Чемпионате Европы Формулы-3 в составе команды Carlin, занял девятое место. В 2015 году продолжил выступать в этом чемпионате, но перешёл в команду Prema Powerteam. По итогам сезона одержал шесть побед, в том числе две на Гран-при По, и занял третье место. В 2016 году Джейк выступал в GP3 в составе команды Arden International, одержал две победы и занял четвёртое место по итогам сезона. Также в 2016 году Джейк принял участие в 24 часах Ле-Мана, где выступил за российскую команду G-Drive Racing в одном экипаже с Саймоном Доланом и Гидо ван дер Гарде. К сожалению, экипаж не добрался до финиша.

### Чемпионаты GT и DTM
В 2017 году Джейк ушёл из формульных чемпионатов, и перешёл в Blancpain GT Series Endurance Cup и в Blancpain GT Series Sprint Cup, где выступал за команду Audi WRT. В 2018 и 2019 выступал Blancpain GT Series Endurance Cup за команду Aston Martin R-Motorsport. Также в 2019 году Джейк принимал участие в DTM в составе той же команды. C 2018 года является пилотом развития команды Формулы-1 Red Bull Racing, работая на симуляторе. В мае 2018 года участвовал в тестах Формулы-1 в Барселоне.

### Формула-E
30 октября 2020 года команда BMW i Andretti Autosport объявила о контракте с Деннисом на сезон 2020/2021. На еПри Диръии в первой гонке финишировал 12-м, во второй сошёл из-за аварии. Во второй гонке еПри Валенсии выиграл квалификацию на подсыхающей трассе, воспользовавшись преимуществом последней квалификационной группы, а затем в самой гонке одержал победу, лидируя от старта до финиша. Вторую победу одержал в первой гонке еПри Лондона. Ещё до окончания сезона команда Andretti Autosport объявила о продлении контракта с Деннисом. Перед последней гонкой сезона в Берлине сохранял шансы на титул, отставая на четыре очка от лидера Ник де Вриса, однако не смог побороться за титул, так как во время гонки потерял контроль на машиной, врезался в стену и сошёл с дистанции. По итогам сезона занял третье место.
Новый сезон Деннис начал с подиума в первой гонке еПри Диръии. На еПри Лондона дважды завоевал поул-позицию, в первой гонке одержал победу, во второй занял второе место после упорной борьбы за победу с ди Грасси. По итогам сезона занял шестое место. Позже стало известно, что Деннис подписал многолетний контракт с Andretti Autosport.
Сезон 2022/2023 Деннис начал с победы на еПри Мехико. На следующем этапе в Диръие дважды финишировал вторым позади Верляйна. После ряда неудач вновь финиширует на подиуме во второй гонке еПри Берлина, а затем ещё в следующих четырёх гонках финишировал на подиуме. На еПри Портленда завоевал поул-позицию, и в гонке сражался за победу с Кэссиди — основным своим соперником за титул. Несмотря на второе место в той гонке, Деннис возглавил личный зачёт. На еПри Рима одержал важную победу во второй гонке, так как в той гонке между собой столкнулись Эванс и Кэссиди — его основные соперники за титул. Благодаря победе и остальным событиям перед финальным этапом Деннис лидировал с отрывом в 24 очка. В первой гонке еПри Лондона Деннис финишировал третьим, которое стало вторым после штрафа да Кошты, однако из-за того, что Кэссиди столкнулся с Буэми и сошёл, Деннис набрал достаточное количество очков, чтобы досрочно стать чемпионом мира.

### Другие серии
В 2018 году стал гонщиком по развитию команды Red Bull Формулы-1. В этом же году дважды принял участие в тестах.
В 2022 году принял участие в тестах автомобиля IndyCar Series вместе с командой Andretti Motorsport в Себринге.

## Результаты

### Общая статистика
| Сезон   | Серия                                    | Команда                                     | Гонки              | Победы             | Поулы              | Л/Круги            | Подиумы            | Очки               | Место              |
| ------- | ---------------------------------------- | ------------------------------------------- | ------------------ | ------------------ | ------------------ | ------------------ | ------------------ | ------------------ | ------------------ |
| 2011    | InterSteps Championship                  | Fortec Motorsports                          | 20                 | 8                  | 7                  | 5                  | 16                 | 539                | 1                  |
| 2011    | Formula Renault UK Finals Series         | Fortec Motorsports                          | 6                  | 0                  | 0                  | 0                  | 0                  | 38                 | 19                 |
| 2012    | Североевропейский кубок Формулы-Рено 2.0 | Fortec Motorsports                          | 20                 | 3                  | 2                  | 3                  | 11                 | 376                | 1                  |
| 2012    | Еврокубок Формулы-Рено 2.0               | Fortec Motorsports                          | 6                  | 0                  | 0                  | 0                  | 1                  | 19                 | 12                 |
| 2013    | Еврокубок Формулы-Рено 2.0               | Fortec Motorsports                          | 14                 | 0                  | 1                  | 1                  | 1                  | 130                | 4                  |
| 2013    | Североевропейский кубок Формулы-Рено 2.0 | Fortec Motorsports                          | 4                  | 1                  | 0                  | 0                  | 1                  | 42                 | 31                 |
| 2013    | Pau Formula Renault 2.0 Trophy           | Fortec Motorsports                          | 1                  | 0                  | 0                  | 0                  | 1                  | Н/Д                | 3                  |
| 2014    | Чемпионат Европы Формулы-3               | Carlin                                      | 33                 | 0                  | 0                  | 0                  | 3                  | 174                | 9                  |
| 2015    | Чемпионат Европы Формулы-3               | Prema Powerteam                             | 33                 | 6                  | 6                  | 5                  | 16                 | 375                | 3                  |
| 2015    | Гран-при Макао                           | Prema Powerteam                             | 1                  | 0                  | 0                  | 0                  | 0                  | Н/Д                | 9                  |
| 2015—16 | MRF Challenge Formula 2000               | MRF Racing                                  | 4                  | 0                  | 0                  | 1                  | 2                  | 53                 | 9                  |
| 2016    | GP3                                      | Arden International                         | 18                 | 2                  | 0                  | 4                  | 5                  | 149                | 4                  |
| 2016    | FIA WEC — LMP2                           | G-Drive Racing                              | 2                  | 0                  | 0                  | 0                  | 0                  | 8                  | 28                 |
| 2016    | 24 часа Ле-Мана — LMP2                   | G-Drive Racing                              | 1                  | 0                  | 0                  | 0                  | 0                  | Н/Д                | НФ                 |
| 2017    | Blancpain GT Series Sprint Cup           | Team WRT                                    | 10                 | 0                  | 0                  | 0                  | 2                  | 27                 | 9                  |
| 2017    | Blancpain GT Series Endurance Cup        | Team WRT                                    | 5                  | 0                  | 1                  | 0                  | 1                  | 28                 | 12                 |
| 2017    | Intercontinental GT Challenge            | Audi                                        | 2                  | 0                  | 0                  | 0                  | 0                  | 8                  | 12                 |
| 2017    | Чемпионат Европы Формулы-3               | Carlin                                      | 9                  | 0                  | 0                  | 0                  | 1                  | 41                 | 17                 |
| 2017    | China GT Championship                    | Kings Linky Racing                          | 2                  | 1                  | 1                  | 1                  | 2                  | 40                 | 12                 |
| 2017    | Audi R8 LMS Cup                          | Castrol Racing Team                         | 2                  | 1                  | 0                  | 0                  | 1                  | 0                  | НК†                |
| 2018    | Blancpain GT Series Endurance Cup        | R-Motorsport                                | 5                  | 1                  | 2                  | 0                  | 1                  | 29                 | 13                 |
| 2018    | ADAC GT Masters                          | Phoenix Racing                              | 2                  | 0                  | 0                  | 0                  | 0                  | 22                 | 24                 |
| 2018    | ADAC GT Masters                          | Montaplast by Land-Motorsport               | 6                  | 0                  | 0                  | 0                  | 1                  | 22                 | 24                 |
| 2018    | Intercontinental GT Challenge            | Audi                                        | 1                  | 0                  | 0                  | 0                  | 0                  | 2                  | 24                 |
| 2018    | Формула-1                                | Aston Martin Red Bull Racing                | Гонщик по развитию | Гонщик по развитию | Гонщик по развитию | Гонщик по развитию | Гонщик по развитию | Гонщик по развитию | Гонщик по развитию |
| 2019    | Deutsche Tourenwagen Masters             | R-Motorsport                                | 18                 | 0                  | 0                  | 0                  | 0                  | 17                 | 17                 |
| 2019    | Blancpain GT Series Endurance Cup        | R-Motorsport                                | 5                  | 0                  | 0                  | 1                  | 1                  | 38                 | 6                  |
| 2019    | Формула-1                                | Aston Martin Red Bull Racing                | Гонщик по развитию | Гонщик по развитию | Гонщик по развитию | Гонщик по развитию | Гонщик по развитию | Гонщик по развитию | Гонщик по развитию |
| 2020    | Intercontinental GT Challenge            | Aston Martin                                | 1                  | 0                  | 0                  | 0                  | 0                  | 1                  | 21                 |
| 2020    | Европейская Серия Ле-Ман — LMP2          | Jota Sport                                  | 1                  | 0                  | 0                  | 0                  | 0                  | 0                  | НК†                |
| 2020    | Формула-1                                | Aston Martin Red Bull Racing                | Гонщик по развитию | Гонщик по развитию | Гонщик по развитию | Гонщик по развитию | Гонщик по развитию | Гонщик по развитию | Гонщик по развитию |
| 2020—21 | Формула-E                                | BMW i Andretti Motorsport                   | 15                 | 2                  | 1                  | 0                  | 2                  | 91                 | 3                  |
| 2021    | GT World Challenge Europe Endurance Cup  | Walkenhorst Motorsport                      | 2                  | 0                  | 0                  | 0                  | 0                  | 0                  | НК                 |
| 2021    | Nürburgring Endurance Series — M240i     | Adrenalin Motorsport Team Alzner Automotive | 2                  | 0                  | 1                  | 0                  | 1                  | 0                  | НК†                |
| 2021    | Формула-1                                | Red Bull Racing Honda                       | Гонщик по развитию | Гонщик по развитию | Гонщик по развитию | Гонщик по развитию | Гонщик по развитию | Гонщик по развитию | Гонщик по развитию |
| 2021—22 | Формула-E                                | Avalanche Andretti Formula E                | 16                 | 1                  | 2                  | 2                  | 4                  | 126                | 6                  |
| 2022    | Формула-1                                | Oracle Red Bull Racing                      | Гонщик по развитию | Гонщик по развитию | Гонщик по развитию | Гонщик по развитию | Гонщик по развитию | Гонщик по развитию | Гонщик по развитию |
| 2022—23 | Формула-E                                | Avalanche Andretti Formula E                | 16                 | 2                  | 2                  | 5                  | 11                 | 229                | 1                  |
| 2023    | Формула-1                                | Oracle Red Bull Racing                      | Гонщик по развитию | Гонщик по развитию | Гонщик по развитию | Гонщик по развитию | Гонщик по развитию | Гонщик по развитию | Гонщик по развитию |

† Деннис участвовал в соревновании по приглашению, поэтому ему не начислялись очки чемпионата.

### 24 часа Ле-Мана
| Год  | Команда        | Напарники                       | Автомобиль         | Класс | Круги | ОП | КП |
| ---- | -------------- | ------------------------------- | ------------------ | ----- | ----- | -- | -- |
| 2016 | G-Drive Racing | Саймон Долан Гидо ван дер Гарде | Gibson 015S-Nissan | LMP2  | 222   | НФ | НФ |

### Формула-E
| Сезон   | Команда                      | Автомобиль                 | 1      | 2        | 3        | 4      | 5        | 6        | 7      | 8      | 9     | 10       | 11     | 12    | 13    | 14    | 15       | 16    | Место | Очки |
| ------- | ---------------------------- | -------------------------- | ------ | -------- | -------- | ------ | -------- | -------- | ------ | ------ | ----- | -------- | ------ | ----- | ----- | ----- | -------- | ----- | ----- | ---- |
| 2020—21 | BMW i Andretti Motorsport    | Spark BMW iFE.21           | ДИР 12 | ДИР Сход | РИМ Сход | РИМ 13 | ВАЛ 8    | ВАЛ 1    | МОН 16 | ПУЭ 5  | ПУЭ 5 | НЙК Сход | НЙК 16 | ЛОН 1 | ЛОН 9 | БЕР 5 | БЕР Сход |       | 3     | 91   |
| 2021—22 | Avalanche Andretti Formula E | Spark BMW iFE.21           | ДИР 3  | ДИР 5    | МЕХ 10   | РИМ 13 | РИМ Сход | МОН 9    | БЕР 13 | БЕР 13 | ДЖА 6 | МАР 7    | НЙК 10 | НЙК 8 | ЛОН 1 | ЛОН 2 | СЕУ 4    | СЕУ 3 | 6     | 126  |
| 2022—23 | Avalanche Andretti Formula E | Spark Porsche 99X Electric | МЕХ 1  | ДИР 2    | ДИР 2    | ХАЙ 16 | КЕЙ 13   | САН Сход | БЕР 18 | БЕР 2  | МОН 3 | ДЖА 2    | ДЖА 2  | ПОР 2 | РИМ 4 | РИМ 1 | ЛОН 2    | ЛОН 3 | 1     | 229  |

### Формула-1
| Легенда к таблице |                                                                    |
| --- | ------------------------------------------------------------------ |
| В таблице перечислены результаты всех Гран-при Формулы-1, в которых принимал участие гонщик. Строками таблицы являются сезоны, столбцами — этапы чемпионата мира. В каждой клетке указаны сокращённое название этапа и результат, дополнительно обозначенный цветом. Расшифровка обозначений и цветов представлена в нижеследующей таблице. |                                                                    |
| \| Пример \| Описание \| \| ------------ \| ------------------------------------------------------------------ \| \| 1 \| Победитель \| \| 2 \| Второе место \| \| 3 \| Третье место \| \| 5 \| Финишировал, заработав очки \| \| Сход \| Не финишировал, но при этом заработал очки \| \| 12 \| Финишировал, не получив очков \| \| НКЛ \| Финишировал, но не попал в финальную классификацию \| \| 15 \| Участвовал вне зачёта, либо по отдельной классификации \| \| 18 \| Не финишировал, но попал в финальную классификацию \| \| Сход \| Не финишировал \| \| НКВ \| Не прошёл квалификацию \| \| НПКВ \| Не прошёл предквалификацию \| \| ДСК \| Дисквалифицирован \| \| ИСК \| Исключён из протокола соревнований \| \| ТТ \| Заявлен для участия только в тренировках \| \| НС \| Участвовал в квалификации, но не стартовал в гонке \| \| Т \| Травмирован или болен \| \| ОТК \| Отказ от участия \| \| НТР \| Прибыл на соревнования, но на трассу не выезжал \| \| НПР \| Был заявлен в числе участников, но не прибыл к началу соревнований \| \| О \| Соревнования отменены \| \| \| Не участвовал \| \| Поул-позиция \| \| \| Быстрый круг \| \| |                                                                    |
| Пример | Описание                                                           |
| 1 | Победитель                                                         |
| 2 | Второе место                                                       |
| 3 | Третье место                                                       |
| 5 | Финишировал, заработав очки                                        |
| Сход | Не финишировал, но при этом заработал очки                         |
| 12 | Финишировал, не получив очков                                      |
| НКЛ | Финишировал, но не попал в финальную классификацию                 |
| 15 | Участвовал вне зачёта, либо по отдельной классификации             |
| 18 | Не финишировал, но попал в финальную классификацию                 |
| Сход | Не финишировал                                                     |
| НКВ | Не прошёл квалификацию                                             |
| НПКВ | Не прошёл предквалификацию                                         |
| ДСК | Дисквалифицирован                                                  |
| ИСК | Исключён из протокола соревнований                                 |
| ТТ | Заявлен для участия только в тренировках                           |
| НС | Участвовал в квалификации, но не стартовал в гонке                 |
| Т | Травмирован или болен                                              |
| ОТК | Отказ от участия                                                   |
| НТР | Прибыл на соревнования, но на трассу не выезжал                    |
| НПР | Был заявлен в числе участников, но не прибыл к началу соревнований |
| О | Соревнования отменены                                              |
| | Не участвовал                                                      |
| Поул-позиция |                                                                    |
| Быстрый круг |                                                                    |

| Сезон | Команда                | Шасси         | Двигатель                    | Ш | 1   | 2   | 3   | 4   | 5   | 6   | 7   | 8   | 9   | 10  | 11  | 12  | 13  | 14  | 15  | 16  | 17  | 18  | 19  | 20  | 21  | 22       | Место | Очки |
| ----- | ---------------------- | ------------- | ---------------------------- | - | --- | --- | --- | --- | --- | --- | --- | --- | --- | --- | --- | --- | --- | --- | --- | --- | --- | --- | --- | --- | --- | -------- | ----- | ---- |
| 2023  | Oracle Red Bull Racing | Red Bull RB19 | Honda RBPT RBPTH001 1,6 V6 Т | P | БАХ | САУ | АВС | АЗЕ | МАЙ | МОН | ИСП | КАН | АВТ | ВЕЛ | БЕЛ | ВЕН | НИД | ИТА | СИН | ЯПО | КАТ | СОЕ | МЕХ | САП | ЛАС | АБУ тест | —     | —    |